# Ferran Paredes Rubio
Ferran Paredes Rubio, accreditato anche come Ferran Paredes (Barcellona, 2 gennaio 1975), è un fotografo e direttore della fotografia spagnolo.

## Biografia
Dopo aver studiato fotografia presso l'Institut d’Estudis Fotogràfics de Catalunya, comincia a lavorare come fotogiornalista per alcune testate spagnole, fra cui La Vanguardia ed El País. Dal 1998 è fotografo per l'agenzia Reuters.
Nel 2003 si diploma presso il Centro sperimentale di cinematografia di Roma e a partire dal 2006 realizza la fotografia di numerosi cortometraggi, documentari e lungometraggi, principalmente italiani, fra cui Indivisibili, per il quale riceve una nomination al David di Donatello per il migliore autore della fotografia e Perez., per cui riceve una nomination ai Globo d'oro alla miglior fotografia. Sempre per Indivisibili, nel 2017 vince il Ciak d'oro per la migliore fotografia e l'Esposimetro d’oro per la fotografia di un film italiano alla XXII edizione del Premio internazionale della fotografia cinematografica Gianni Di Venanzo.

## Filmografia

### Documentari
- Sergio Leone - Il mio modo di vedere le cose, regia di Giulio Reale (2006)
- Narciso - Dietro ai cannoni, davanti ai muli, regia di Dario Baldi e Marcello Baldi (2008)
- L'ora d'amore, regia di Andrea Appetito e Christian Carmosino (2008)
- Fratelli d'Italia, regia di Claudio Giovannesi (2009)
- Fair Tales, regia di Nicola Moruzzi e Giovanni Pompili (2010)
- 27 aprile 2014 - Racconti di un evento, regia di Luca Viotto (2013)
- Alganesh, regia di Lia Giovanazzi Beltrami (2018)

### Lungometraggi
- Il volo di Dio, regia di Francesca Garcea (2009)
- Febbre da fieno, regia di Laura Luchetti (2011)
- Mozzarella Stories, regia di Edoardo De Angelis (2011)
- I più grandi di tutti, regia di Carlo Virzì (2011)
- Un amor de película, regia di Diego Musiak (2012)
- Zoran - Il mio nipote scemo, regia di Matteo Oleotto (2013)
- Perez., regia di Edoardo De Angelis (2014)
- Bolgia totale, regia di Matteo Scifoni (2013)
- Index Zero, regia di Lorenzo Sportiello (2014)
- Monitor, regia di Alessio Lauria (2015)
- Indivisibili, regia di Edoardo De Angelis (2016)
- L'ora legale, regia di Ficarra e Picone (2017)
- The Startup, regia di Alessandro D'Alatri (2017)
- Il tuttofare, regia di Valerio Attanasio (2018)
- Fiore gemello, regia di Laura Luchetti (2018)
- Il vizio della speranza, regia di Edoardo De Angelis (2018)
- Un'avventura, regia di Marco Danieli (2019)
- Il sindaco del rione Sanità, regia di Mario Martone (2019)
- Zgodbe iz kostanjevih gozdov, regia di Gregor Bozic (2019)
- Dolcissime, regia di Francesco Ghiaccio (2019)
- Comandante, regia di Edoardo De Angelis (2023)

### Televisione
- Non uccidere - sere TV (2015-2016)
- La legge del numero uno, regia di Alessandro D'Alatri - film TV (2017)
- Treadstone - serie TV, 4 episodi (2019)
- Natale in casa Cupiello, regia di Edoardo De Angelis - film TV (2020)
- Maradona: sogno benedetto (Maradona, sueño bendito) - serie TV (2021)
- Gomorra - La serie - serie TV, 4 episodi (2021)
- La vita bugiarda degli adulti, regia di Edoardo De Angelis –  serie TV (2023)
- The Good Mothers, regia di Julian Jarrold e Elisa Amoruso - serie TV (2023)

## Riconoscimenti
- Ciak d'oro
  - 2017 - Migliore fotografia per Indivisibili[5]
- Le Giornate della Luce
  - 2017 - Quarzo di Spilimbergo al miglior autore della fotografia per Indivisibili
  - 2017 - Quarzo dei giovani al miglior autore della fotografia per Indivisibili